# Mansfield (Texas)
Mansfield és una ciutat dels Estats Units a l'estat de Texas. Segons el cens del 2006 tenia 41.564 habitants.

## Demografia
Segons el cens del 2000, Mansfield tenia 28.031 habitants, 8.881 habitatges, i 7.646 famílies. La densitat de població era de 296,7 habitants/km².
Dels 8.881 habitatges en un 50,4% hi vivien nens de menys de 18 anys, en un 74,5% hi vivien parelles casades, en un 8,3% dones solteres, i en un 13,9% no eren unitats familiars. En el 10,9% dels habitatges hi vivien persones soles el 3,2% de les quals corresponia a persones de 65 anys o més que vivien soles. El nombre mitjà de persones vivint en cada habitatge era de 3,08 i el nombre mitjà de persones que vivien en cada família era de 3,32.
Per edats la població es repartia de la següent manera: un 31,8% tenia menys de 18 anys, un 7,8% entre 18 i 24, un 34,6% entre 25 i 44, un 20,2% de 45 a 60 i un 5,7% 65 anys o més.
L'edat mitjana era de 32 anys. Per cada 100 dones de 18 o més anys hi havia 101,1 homes.
La renda mitjana per habitatge era de 66.764$ i la renda mitjana per família de 71.700$. Els homes tenien una renda mitjana de 50.084$ mentre que les dones 30.796$. La renda per capita de la població era de 26.446$. Aproximadament el 2,7% de les famílies i el 4% de la població estaven per davall del llindar de pobresa.

## Poblacions més properes
El següent diagrama mostra les poblacions més properes.